# Єлісєєв Олег Володимирович
Олег Володимирович Єлісєєв (рос. Олег Владимирович Елисеев; 26 серпня 1988, м. Електросталь, СРСР) — російський хокеїст, захисник.
Вихованець хокейної школи «Кристал» (Електросталь). Виступав за: ХК «Бєлгород», «Зауралля» (Курган), «Автомобіліст» (Єкатеринбург), ХК «Рязань», «Зауралля» (Курган).